# 福田真久
福田 真久（ふくだ まさひさ、1935年3月13日 - 2005年10月25日）は、日本の国語学者・国文学者。国士舘大学名誉教授。専攻は国語学・国文学（万葉集・俳諧・芭蕉）。

## 人物
新潟県佐渡島生れ。中央大学大学院国文学博士課程単位取得満期退学。国士舘大学文学部助教授、教授、2005年退任、名誉教授。北京大学中日詩歌比較研究会名誉会長。
2005年10月25日、肝臓癌のため死去。没後、従五位瑞宝中綬章叙勲。

## 著書

### 単著
- 『言語本質観の研究』小林印刷出版部　1968
- 『現代国語学研究序説』東京文献センター　1968
- 『芭蕉の自我と救い』東京文献センター　1968
- 『松尾芭蕉論 晩年の世界』教育出版センター　1971
- 『芭蕉のこころ』芦書房　1977
- 『芭蕉のこころ三百年 新版』芦書房　1990
- 『芭蕉、世界へ 芭蕉没後三百年「青松葉」句絶句説を中心に』あまのはしだて出版　1994
- 『芭蕉、世界へ 「青松葉」句絶句説を中心に』あまのはしだて出版　1994
- 『言語本質論 万葉集による実証』おうふう　2002
- 『地球連句を楽しもう』東京文献センター　2002
- 『言語主体の研究 万葉集を資料として』おうふう　2004

### 共編著
- 本居宣長『紐鏡・詞玉緒 抄』中村通夫共編著　教育出版センター　1976
- 『日本の言語』谷光忠彦共編著　酒井書店　1992

## 参考
- 福田眞久教授略年譜・研究業績 (福田眞久教授御退任記念号) 国文学論輯 2005-03
- 読売新聞叙勲記事